# Murchad Midi mac Diarmato
Murchad mac Diarmato (tué en 715), surnommé Murchad Midi (c'est-à-dire  Murchad de Meath), était un roi Irlandais et un  des quatre fils de Diarmait Dian, il succède à son père comme roi d'Uisnech après la mort de ce dernier en  689 .
Murchad est identifié par Edel Bhreathnach avec le « Furbaide » du  Baile Chuinn Chétchathaig

## Origine
Les rois d'Uisnech régnaient sur un royaume centré sur le moderne comté de Westmeath, nommé d'après Uisneach , une colline réputée être le centre de l'Irlande. Ils étaient issus du Clan Cholmáin, une lignée descendant de Colmán Már, fils de  Diarmait mac Cerbaill  et incluse dans la branche des Uí Néill du sud.
Au VIIe siècle  la lignée dominante des  Uí Néill du sud qui alternait pour le titre Ard ri Erenn ou de  roi Tara avec  le  Cenél Conaill des Uí Néill du Nord était la lignée rivale du Síl nÁedo Sláine, qui contrôlait les territoires se trouvaient dans les modernes comté de Dublin et comté de Meath, à l'est de l'Uisnech.

## Règne
Murchad figure parmi les signataires de  Cáin Adomnáin (Loi des Innocents) proclamée par Adomnan lors du  Synode de Birr en 697 .
Peu de choses concernent Murchad dans les Chroniques d'Irlande Son demi-frère  Bodbchad est tué lors de la bataille de Claenath en 704, près de  Clane (Comté de Kildare) en combattant sans doute avec  Fogartach mac Néill contre  le roi de Leinster, Cellach Cualann .
En 714 les annalistes relèvent les  Batailles de Bile Tened et de Gardbshalach (comté de Westmeath) entre le  Clan Cholmáin, commandé par  Murchad, et le  Síl nÁedo Sláine. Lors de ces combats les deux autres demi-frères de Muchard  Áed and Colgu sont tués en combattant Flann mac Áedo meic Dlúthaig . Les Annales rapportent que  Áed et Colgu furent tués lors d'une première rencontre et  Flann lors d'un combat suivant.
Le Clan Cholmáin  entretenait un ancien conflit familial avec  Síl nDlúthaig sept  du Síl nÁedo Sláine et c'est le père de  Flann mac Áedo meic Dlúthaig qui avait lui-même tué le propre père de  Murchad, Diarmait Dian à l'instigation de Fínnachta Fledach . Le même jour de ce combat les « Hommes de Meath »gagnaient une bataille contre les  Uí Fhailgi d'Offaly et leur roi  Forbassach Ua Congaile était tué 
Peu après le chef du  Síl nÁedo Sláine, Fogartach mac Néill, fut  « expulsé du royaume et se réfugia en Bretagne » . Certaines sources avancent qu'il avait été chassé par  l'Ard ri Erenn suivant  Fergal mac Máele Dúin représentant des Uí Néill du nord, mais d'autres supposent que c'est Murchad qui devint lui-même roi, car ils estiment que le royaume dont avait été expulsé Fogartach était celui des Uí Néill du sud et que c'est Murchad qui l'avait chassé du pouvoir.
L'année suivante Murchad est tué par l'oncle de  Fogartach le puissant  Conall Grant Uí  Chernaig. Le texte qui relève sa mort dans les Annales d'Ulster et les Annales de Tigernach le nomme  « Rex nepotum Neill ou righ h-Ua Neill » (i.e Roi des Uí Néill). Ce titre est peu utilisé par les annalistes et on estime qu'il correspond à celui de roi du Nord (Rí in Tuaiscert)  attaché à l'Uí Néill du Nord qui n'était pas reconnu comme Ard ri Erenn et que Murchad   agissait  comme un roi délégué de  Fergal pour les  Uí Néill du Sud.

## Postérité
Murchad avait épousé Ailpin fille de Comgall mac Sárán Delbna Mor. Il laisse trois fils et deux filles : 
- Domnall, surnommé  Domnall Midi, qui devint plus tard Ard ri Erenn,
- Coirpre, qui meurt en 749 [10].
- Bressal mac Murchado, tué en 764 [11].
- Érennach épouse de Flann Dá Chongal Ui Fhailge (mort en 751)
- Faílenn épouse de Cathal mac Gerthide Ui Briuin Cualann

Il est possible mais non certain que son fils  Domnall devint roi  Uisnech, mais Fogartach revenu de son exil en Bretagne en  716  était  clairement de nouveau le souverain principal parmi les Uí Néill du sud.

## Sources
- (en) Cet article est partiellement ou en totalité issu de l’article de Wikipédia en anglais intitulé « Murchad Midi » (voir la liste des auteurs), édition du 2 juin 2011.
- (en) Edel Bhreathnach, The Kingship and landscape of Tara  Editor Four Press Courts (Dublin 2005)  (ISBN 1-85182-954-7) .
- (en) Francis J. Byrne Irish Kings and High-Kings Four Court Press (Dublin 2001) réédition  (ISBN 1-85182-196-1).
- (en) Dictionary of Irish Biography article de Ailbhe Mac Shamhrain, Murchad Midi